# Frauen in der mittelalterlichen Bauwirtschaft
|  | Dieser Artikel oder Abschnitt wurde wegen inhaltlicher Mängel auf der Qualitätssicherungsseite der Redaktion Geschichte eingetragen (dort auch Hinweise zur Abarbeitung dieses Wartungsbausteins). Dies geschieht, um die Qualität der Artikel im Themengebiet Geschichte auf ein akzeptables Niveau zu bringen. Dabei werden Artikel gelöscht, die nicht signifikant verbessert werden können. Bitte hilf mit, die Mängel dieses Artikels zu beseitigen, und beteilige dich bitte an der Diskussion! |

Frauen in der Bauwirtschaft im Mittelalter waren meist als ungelernte Hilfskräfte tätig. Sie konnten teilweise in die entsprechenden Zünfte eintreten. Aus Paris sind Unternehmerinnen aus der Baubranche überliefert, die zur höchsten Steuerklasse gehörten. Ihr Einsatz beim Haus- und Städtebau schwindet erst mit Beginn der Neuzeit, als Frauen aus vielen ihnen bis dahin offenstehenden Berufen verdrängt wurden.

## Weibliche Bautätigkeit als Metapher

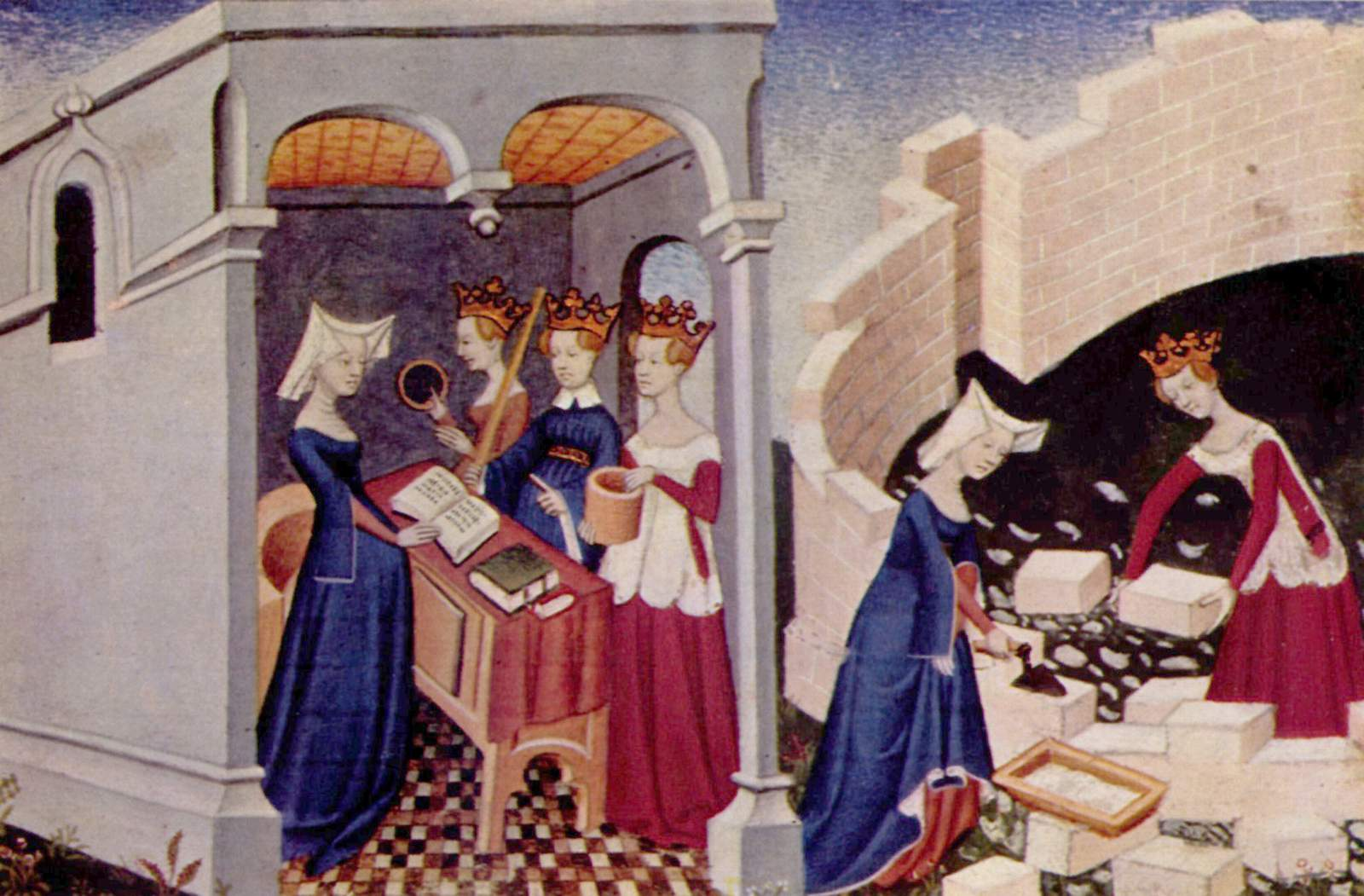
Abbildung aus Christine de Pizans Stadt der Frauen